# 앤디 마티첵
앤디 마티첵(Andi Matichak, 1994년 5월 3일 ~ )은 미국의 배우, 텔레비전 배우, 영화배우이다.
프레이밍햄에서 태어났다.

## 영화
- 할로윈 킬스 (2020년) - 앨리슨 역
- 기생물 (2019년)
- 할로윈 (2018년) - 앨리슨 역